# Prieuré de Chavanon
Le prieuré de Chavanon est un ancien prieuré de l'ordre de Grandmont situé à Combronde dans le Puy-de-Dôme, au lieu-dit Chavanon, à 3 kilomètres du bourg. Il n'en subsiste que l'église à moitié ruinée.

## Histoire
Le prieuré est fondé, comme « celle » (du latin cella, cellule monastique), vers 1130 par Guillaume VI, comte d'Auvergne (ancien croisé et adversaire de son suzerain le roi Louis VI le Gros), fondation confirmée par le roi Louis VII. Il bénéficie de donations des seigneurs locaux. En 1295, il abritait six moines. En 1317, année de la réforme de Grandmont imposée par Jean XXII, il bénéficie du statut de prieuré et regroupe les moines d'autres fondations, devenues simples fermes monastiques : Le Fayet (diocèse de Clermont), Grosbois (diocèse de Bourges) et Jayac (diocèse de Limoges) ; le nombre de clercs s'élève donc à dix-huit. 
En 1388, son prieur, Pierre Redondeau, est élu abbé de Grandmont. Devenu aumônier du roi Charles VII, il obtient du pape la commende du prieuré de Chavanon, afin de bénéficier de ses revenus in commendam. Dès lors, le prieuré ne sert plus qu'à fournir des revenus à plusieurs abbés successifs de l'ordre. Il finit par être abandonné à l'époque des guerres de religion et il est ravagé. Un clerc retourne à Chavanon au début du XVIIe siècle avec le fermier du prieur. En 1668, quatre ans après la mort de ce moine, le prieuré est totalement à l'abandon et presque en ruines et il est en passe d'être sécularisé ; mais finalement l'abbé de Grandmont de l'époque (dom Alexandre Frémon) décide de le faire passer sous l'étroite observance selon les mitigations d'Innocent IV (contre l'avis du prieur commendataire) et de rétablir la vie religieuse. Au milieu du XVIIIe siècle, le prieuré est déjà pleinement restauré ; mais en 1770, il ne restait plus que deux religieux.
L'ordre est supprimé en 1772 par la commission des réguliers. Le prieuré est vendu comme bien national à la Révolution.
L'église et les emplacements des anciens bâtiment conventuels aujourd'hui disparus sont inscrits au titre des monuments historiques par arrêté du 7 février 1994.

## Description
L'église à nef unique est encore debout, bien que la voûte de la partie occidentale se soit effondrée. Le chœur est séparé de la nef par un arc-doubleau. L'abside en cul-de-four montre un triplet de fenêtres en lancette, comme dans toutes les églises grandmontaines. À l'extérieur, chacune de ces fenêtres est surmontée d'un cordon chanfreiné (comme à l'intérieur). Une colonnette entre elles sert de contrefort, comme au prieuré de Saint-Jean-des-Bonshommes.
Tous les bâtiments conventuels du prieuré, qui formait un carré autour d'un cloître, ont disparu. En 1771, un procès-verbal décrit l'église, le cloître avec son puits et le reste des bâtiments : le corps de logis sud comprenait la cuisine, le réfectoire, l'office, la cave, cinq cellules à l'étage, le salon, la salles des hôtes, et l'infirmerie. Le corps de logis orientalt renfermait la sacristie, le bûcher et trois cellules. Enfin, le corps de logis occidental servait de parloir, d'écurie et contenait la chambre du garde.